# Angry Birds Star Wars
Angry Birds Star Wars — це відеогра-головоломка 2012 року, розроблена Rovio Entertainment спільно з LucasArts. Гра є кросовером між франшизою «Зоряні війни» та серією відеоігор Angry Birds, випущеною 8 листопада 2012 року, спочатку для пристроїв Windows, iOS та Android, а пізніше також для Mac та BlackBerry. Ця гра є шостою грою серії Angry Birds. Персонажі захищені авторським правом з подвійної трилогії Джорджа Лукаса. 18 липня 2013 року компанія Rovio оголосила, що Angry Birds Star Wars вийде для PlayStation 3, PlayStation Vita, Xbox 360, Wii, Wii U та Nintendo 3DS 29 жовтня 2013 року спільно з Activision. Станом на серпень 2013 року гру було завантажено понад 100 мільйонів разів на різних платформах. Пізніше гру було випущено як стартову версію для PlayStation 4 та Xbox One.
15 липня 2013 року компанія Rovio анонсувала продовження гри під назвою Angry Birds Star Wars 2, засноване на трилогії-приквелі «Зоряних війн» та телесеріалі «Зоряні війни: Повстанці». Angry Birds Star Wars 2 вийшла 19 вересня 2013 року. Випуск Angry Birds Star Wars та її продовження було припинено та вилучено з продажу 3 лютого 2020 року.

## Ігровий процес
Гра поєднує в собі елементи Angry Birds та Angry Birds Space, пропонуючи рівні, що відбуваються як на стандартній місцевості, так і в космосі. Гра починається на Татуїні, рідній пустельній планеті Енакіна Скайвокера, відомого як Дарта Вейдера та Люка Скайвокера, переміщується на Зірку Смерті паралельно з «Новою Надією», подорожує на Гот, потім до Хмарного Міста паралельно з «Імперією завдає удару у відповідь», і зрештою закінчується на Ендорі та Зірці Смерті 2 паралельно з «Поверненням джедая». За винятком Синього Птаха, всі Птахи отримують нові сили, яких раніше не було в канонічній грі Angry Birds, деякі з яких покращуються в міру проходження гри. Гравці можуть повторно проходити раніше пройдені рівні з покращеними здібностями.
Відмінності від інших ігор полягають у тому, що птахи можуть виконувати свої обрані здібності навіть через частку секунди після зіткнення з об'єктом. «Тисячолітній сокіл» називається «Могутній сокіл» і використовується замість «Могутнього орла», якого можна було побачити в попередніх іграх. Коли гравець набирає певну кількість зірок, він отримує нагороду. Це може бути або 5 Могутніх Соколів (предмет, який можна використовувати на звичайних рівнях для спроби заробити значки), або доступ до рівня Золотий Дроїд. Є додаткові бонусні рівні, якщо гравцеві вдається вразити золотих дроїдів на вибраних рівнях. 13 червня 2013 року було додано бонуси.
Існувала версія Angry Birds Star Wars для Facebook, яка включала щотижневі турніри на додаток до деяких сюжетних рівнів, діяла лише до 3 березня 2014 року.

## Припинення
У грудні 2019 року Rovio оголосила, що 3 лютого 2020 року буде припинено випуск Angry Birds Star Wars, разом із Angry Birds Star Wars 2, Angry Birds Space, Angry Birds Rio та іншими іграми серії. Гру було видалено як з App Store, так і з Google Play. В інтерв'ю 2021 року, наближаючись до виходу рімейку оригінальної гри Angry Birds, співробітник Rovio Стів Портер заявив, що ігри Rio та Star Wars вже не будуть перевипущені через ліцензування третіх сторін.

## Рецепція
Гра отримала позитивні відгуки на мобільних пристроях, оцінивши її на Metacritic на 88 зі 100 балів на основі 22 рецензій. Марк Браун з Pocket Gamer нагородив гру золотою нагородою, похваливши її за «вірність вихідному матеріалу» та «наповненість контентом». Джастін Девіс з IGN каже, що це чудова гра з посиланнями на «Зоряні війни» та силами Сили, а також з величезною різноманітністю ідеально налаштованих рівнів. Однак консольна версія отримала негативні відгуки.
У 2013 році на вебсайті Rovio гра отримала найбільше голосів як улюблена гра серії Angry Birds. Версія для Facebook також отримала багато позитивних відгуків.
На церемонії вручення нагород Webby Awards 2013 року Angry Birds Star Wars була нагороджена як «Найкраща гра» як за версією суддів, так і за версією глядачів. Гра також отримала дві номінації на найкращу відеогру від Nickelodeon Kids' Choice Awards та British Academy Children's Awards (BAFTA Kid's Vote).